# Кочерга Іван Миколайович
Іван Миколайович Кочерга (1906, село Безсали, тепер Лохвицького району Полтавської області — ?) — український радянський діяч, прокатник, старший оператор листопрокатного цеху Ждановського (Маріупольського) машинобудівного заводу Сталінської області. Депутат Верховної Ради УРСР 3—4-го скликань.

## Біографія
Народився у родині селянина-середняка. Трудову діяльність розпочав у 1924 році кастильником залізничного цеху Макіївського металургійного заводу на Донбасі.
У 1928—1941 роках — вальцювальник, болтовщик на прокатних станах Маріупольського машинобудівного заводу Донецької (Сталінської) області.
Під час німецько-радянської війни перебував у евакуації в східних районах РРФСР, працював болтовщиком листопрокатного цеху Магнітогорського металургійного комбінату імені Сталіна Челябінської області.
З 1946 року — болтовщик-прокатник цеху № 6, старший оператор листопрокатного цеху Ждановського машинобудівного заводу Сталінської області.

## Нагороди
- два ордени Трудового Червоного Прапора
- медалі